# France Loisirs

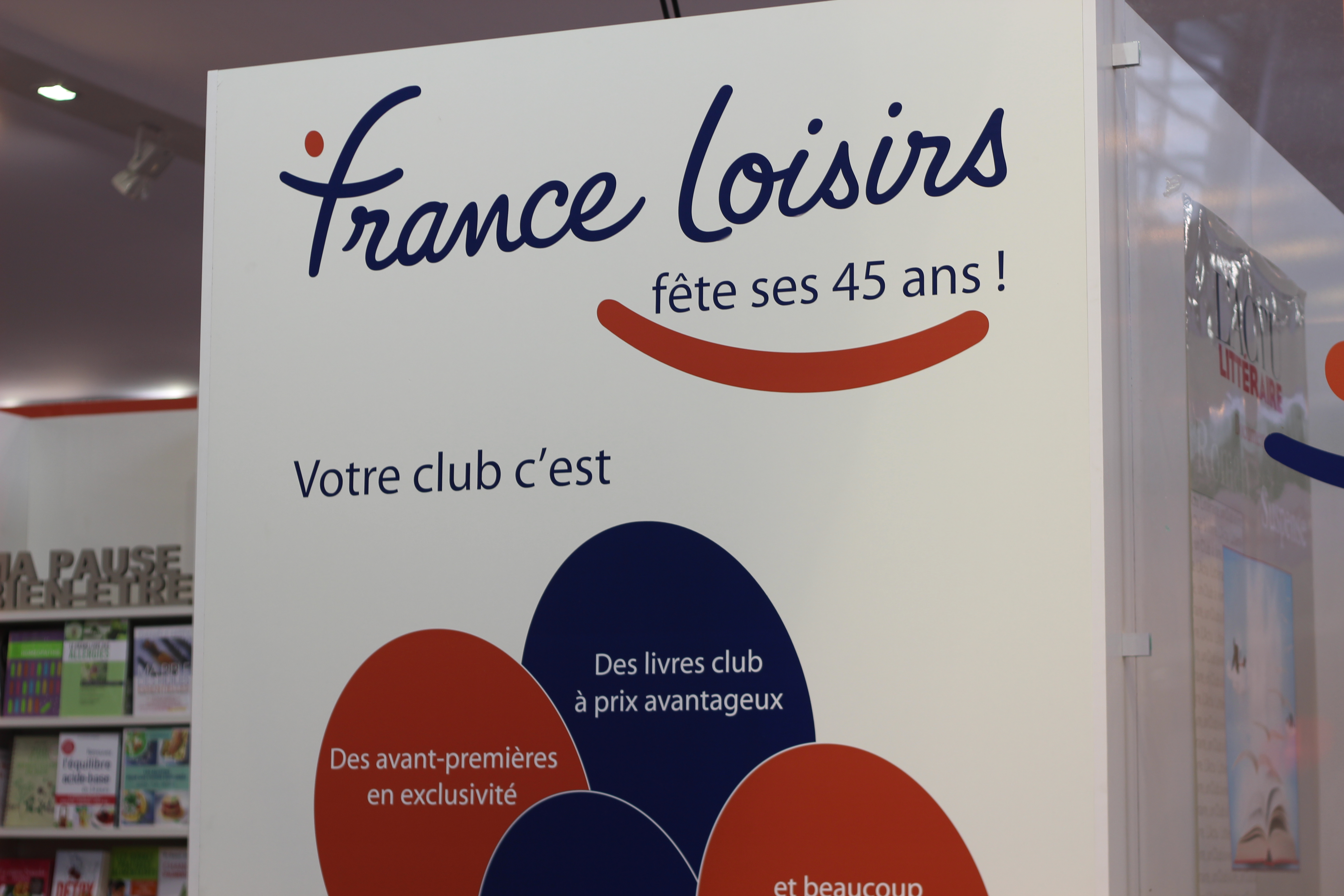
Francee Loisirs al salone del libro di Parigi, 2015

France Loisirs è una società commerciale che vende libri per corrispondenza e abbonamento con sede in Francia e che contava 1,5 milioni di membri attivi nel 2017.
La società è presente in tutta la Francia attraverso una rete di 34 negozi ma anche grazie ad un sito web e ai suoi servizi di vendita a distanza.

## Storia
France Loisirs è stata fondata nel 1970 dal gruppo Bertelsmann e Presses de la Cité.
Nel 1981 è stata creata Voyages Loisirs, il cui capitale è stato venduto al 51% a Odalys nel 2012. Dopo diversi anni di perdite, questa partecipazione è stata posta in amministrazione controllata il 12 ottobre 2016. Nel 1998, France Loisirs ha lanciato su Internet, in collaborazione con il gruppo di servizi digitali Atos , il primo romanzo interattivo, Trente jours à tuer, scritto dallo scrittore francese Yann Queffélec in collaborazione con gli utenti di Internet.
Dal giugno 2011, France Loisirs appartiene al gruppo Actissia.
Nel novembre 2017, due anni e mezzo dopo aver rischiato il fallimento, France Loisirs ha chiesto al tribunale commerciale di Parigi, tramite il suo proprietario, Adrian Diaconu, l'apertura di una procedura di recupero, ottenuta nel dicembre 2017.
Nel dicembre 2018 il management ha annunciato l’uscita dall’amministrazione controllata di France Loisirs.
Dichiarata insolvenza il 29 settembre 2021, France Loisirs è stata posta in liquidazione coatta amministrativa il 25 ottobre.
All'inizio di gennaio 2022, la società Financière Trésor du Patrimoine ha annunciato che il piano di risanamento prevede il mantenimento di 34 negozi, tra cui i 20 negozi partner affiliati a France Loisirs.

## Attività
France Loisirs propone ai membri del Club, ogni tre mesi, una selezione di libri, novità, novità, anteprime o riedizioni, che coprono tutte le categorie (giovani, romanzi, suspense, fantasy, giovani adulti, fumetti, ecc.).